# Бразильский бычерыл
Бразильский бычерыл (лат. Rhinoptera brasiliensis) — вид хрящевых рыб рода бычерылов семейства орляковых скатов отряда хвостоколообразных надотряда скатов. Эти скаты обитают в тропических водах юго-западной части Атлантического океана. Максимальная зарегистрированная ширина диска 102 см. Грудные плавники этих скатов срастаются с головой, образуя ромбовидный диск, ширина которого превосходит длину. Рыло массивное, плоское, передний край почти прямой с выемкой посередине. Тонкий хвост длиннее диска.
Подобно прочим хвостоколообразным бразильские бычерылы размножаются яйцеживорождением. Эмбрионы развиваются в утробе матери, питаясь желтком и гистотрофом. Эти скаты представляют незначительный интерес для коммерческого промысла.

## Таксономия
Впервые вид был научно описан в 1836 году. В 1953 году было сделано детальное описание бразильского и восточноамериканского бычерылов на основании материалов, полученных из Бразилии, однако авторы отметили, что, вероятно, эти формы не являются разными видами. Название Rhinoptera brasiliensis долгое время не использовалось. Однако в 1997 было подтверждено присутствие обоих видов в водах Рио-де-Жанейро и все три особи рода Rhinoptera, пойманные в 80-х годах прошлого века у берегов Риу-Гранди-ду-Сул оказались бразильскими бычерылами. Бразильские бычерылы отличаются от восточноамериканских размерами новорождённых. У бразильских бычерылов шире рот и больше расстояние между ноздрями и между брызгальцами.

## Ареал
Бразильские бычерылы являются эндемиками побережья между Рио-де-Жанейро и Риу-Гранди-ду-Сул протяжённостью около 1800 км. Летом они совершают миграции на юг, преодолевая до 700 км и встречаются на мелководье глубиной менее 20 м в водах Риу-Гранди-ду-Сул. Температура воды у дна в этих местах в январе составляет около 22 °C, а в августе понижается до 13 °C. Вероятно, сезонные миграции обусловлены изменениями температуры. Бразильские бычерылы предпочитают песчаное дно.

## Описание
Внешне бразильские бычерылы очень похожи на восточноамериканских бычерылов. Их грудные плавники, основание которых расположено позади глаз, срастаются с головой, образуя ромбовидный плоский диск, ширина которого превышает длину, края плавников имеют форму заострённых («крыльев»). Голова широкая с расставленными по бокам глазами и двумя шишковидными лопастями на рыле. Эти скаты отличаются от прочих хвостоколообразных выступами переднего контура хрящевого черепа и субростральным плавником с двумя лопастями. Позади глаз расположены брызгальца. Кнутовидный хвост длиннее диска. На вентральной поверхности диска имеются 5 пар жаберных щелей, рот и ноздри. Зубы образуют плоскую трущую поверхность. На верхней челюсти имеется 9 зубных рядов. Максимальная зарегистрированная ширина диска 102 см.

## Биология
Подобно прочим хвостоколообразным бразильские бычерылы относятся к яйцеживородящим рыбам. Эмбрионы развиваются в утробе матери, питаясь желтком и гистотрофом. Вероятно, в помёте только 1 новорождённый. В среднем ширина диска у самцов колеблется в пределах 78—91 см, а у самок 77—102. Была зарегистрирована поимка беременной самки с диском шириной 102 см. Ширина диска новорождённых скатов 43—48 см. Рацион состоит в основном из моллюсков.

## Взаимодействие с человеком
Бразильские бычерылы представляют незначительный интерес для коммерческого рыболовства. Попадаются в качестве прилова. В ареале ведётся интенсивный рыбный промысел. Международный союз охраны природы присвоил этому виду Охранный_статус «Вымирающий».